# Hans Friedrich Gadow

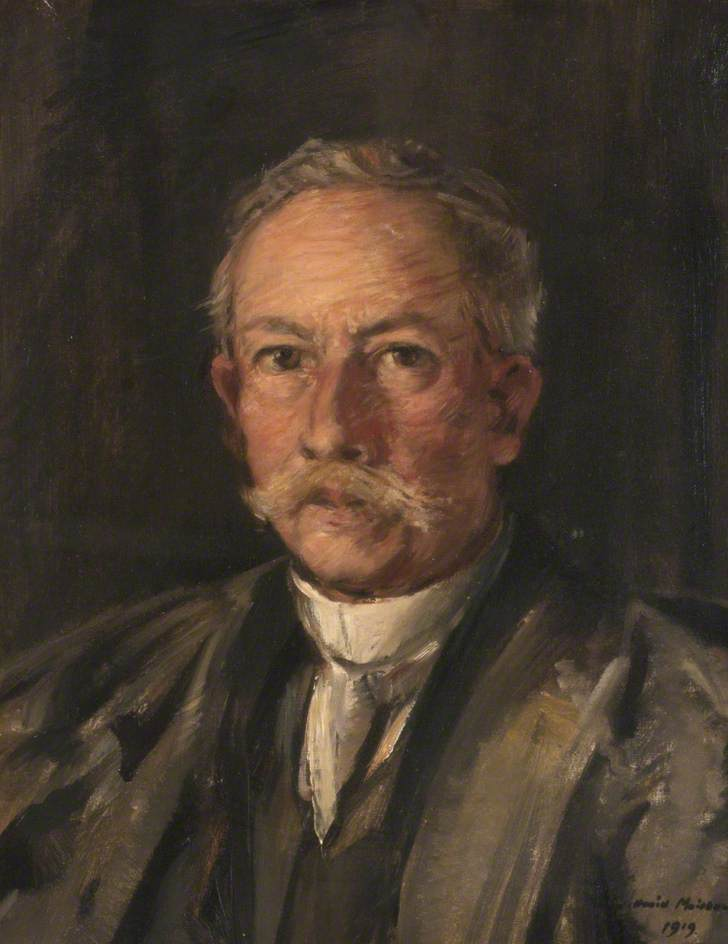
Hans Friedrich Gadow

Hans Friedrich Gadow (* 8. März 1855 in Alt Krakow, Kreis Schlawe; † 16. Mai 1928 in Cambridge, England) war ein deutscher Zoologe.
Gadow besuchte die Schule in Frankfurt an der Oder und studierte in Berlin, Jena und Heidelberg und erwarb seinen Doktorgrad in Jena unter Ernst Haeckel, dessen Werk „Ueber unsere gegenwärtige Kenntniss vom Ursprung des Menschen“ er ins Englische übersetzte („The last link: our present knowledge of the descent of man“). 1880 wurde Gadow ins Natural History Museum in London berufen, wo er an der Katalogisierung der dort vorhandenen Vögel arbeitete.
1884 wurde Gadow als Nachfolger von Osbert Salvin (1835–1898) Kurator der Stricklandian Collections der Universität Cambridge, wo er gleichzeitig Lecturer und später Reader im Fachbereich „Morphologie der Wirbeltiere“ wurde. 1881 wurde er Mitglied der British Ornithologists’ Union, und 1892 wurde er als Mitglied („Fellow“) in die Royal Society gewählt.
Gadow hat eine Reihe von wichtigen Werken zur Anatomie und Systematik der Wirbeltiere und insbesondere der Vögel veröffentlicht. 
Gadow heiratete Clara Maud, eine der Töchter des englischen Mediziners George Edward Paget (1809–1892).

## Schriften
- On the classification of birds (1892)
- Zusammen mit Ernst Haeckel: The last link: our present knowledge of the descent of man (1898)
- Zusammen mit Heinrich Georg Bronn: Die Klassen und Ordnungen des Thier-Reich
- Zusammen mit Alfred Newton (1829–1907): A Dictionary of Birds (1893–1896)
- In Northern Spain (1897)
- A Classification of Vertebrata, Recent and Extinct (1898)
- Zusammen mit Richard Sharpe: Catalogue of Birds in the British Museum
- Passeriformes (2 Bände)
- Through Southern Mexico (1908)
- The Wanderings of Animals (1913)
- postum (1933), zusammen mit  J. F. Gaskell und H. L. Green: The Evolution of the Vertebral Column: a Contribution to the Study of Vertebrate Phylogeny